# ديفيد إيرل جونسون
ديفيد إيرل جونسون (بالإنجليزية: David Earle Johnson)‏ هو عازف جاز أمريكي، ولد في القرن العشرين، وتوفي في 1998.

## وصلات خارجية
- ديفيد إيرل جونسون على موقع أول ميوزيك (الإنجليزية)
- ديفيد إيرل جونسون على موقع ديسكوغز (الإنجليزية)